# Wapen van Maarn

Wapen van Maarn

Het wapen van Maarn werd op 11 januari 1926 bij besluit van de minister van Justitie aan de Utrechtse gemeente Maarn verleend. In 2006 ging Maarn op in de gemeente Utrechtse Heuvelrug. Het wapen van Maarn is daardoor komen te vervallen als gemeentewapen. In het wapen van Utrechtse Heuvelrug is het rad opgenomen. 

## Blazoenering
De blazoenering van het wapen luidde als volgt:
In keel een zesspakig rad van goud. Het schild gedekt met eene gouden kroon van drie bladeren en twee parelpunten.
De heraldische kleuren zijn keel (rood) en goud (goud of geel). Het schild is gedekt met een gravenkroon.

## Verklaring
Het rad is afkomstig van het wapen van Heusden. Deze werd sinds 1260 gevoerd door de Heren van Heusden en Altena, eerst met zeven, later met zes spaken. Nadat deze familie rond 1330 was uitgestorven, nam de stad Heusden het wapen over. De Heerlijkheid Maarn was eigendom van de abdij te Bern bij Heusden. Er zijn diverse gemeenten die het rad van Heusden voeren of hebben gevoerd.
Het wapen is overigens gelijk aan het dorpswapen van Heesbeen, zonder kroon.

## Verwante wapens

Wapen van Heusden
Wapen van Utrechtse Heuvelrug
Dorpswapen van Heesbeen